# Alfred Pérot
Jean-Baptiste Alfred Pérot (ur. 3 listopada 1863 w Metzu, zm. 28 listopada 1925 w Paryżu) – francuski fizyk. Wspólnie z Charles’em Fabrym zaprojektował interferometr Fabry’ego-Pérota.